# Mauno Pekkala

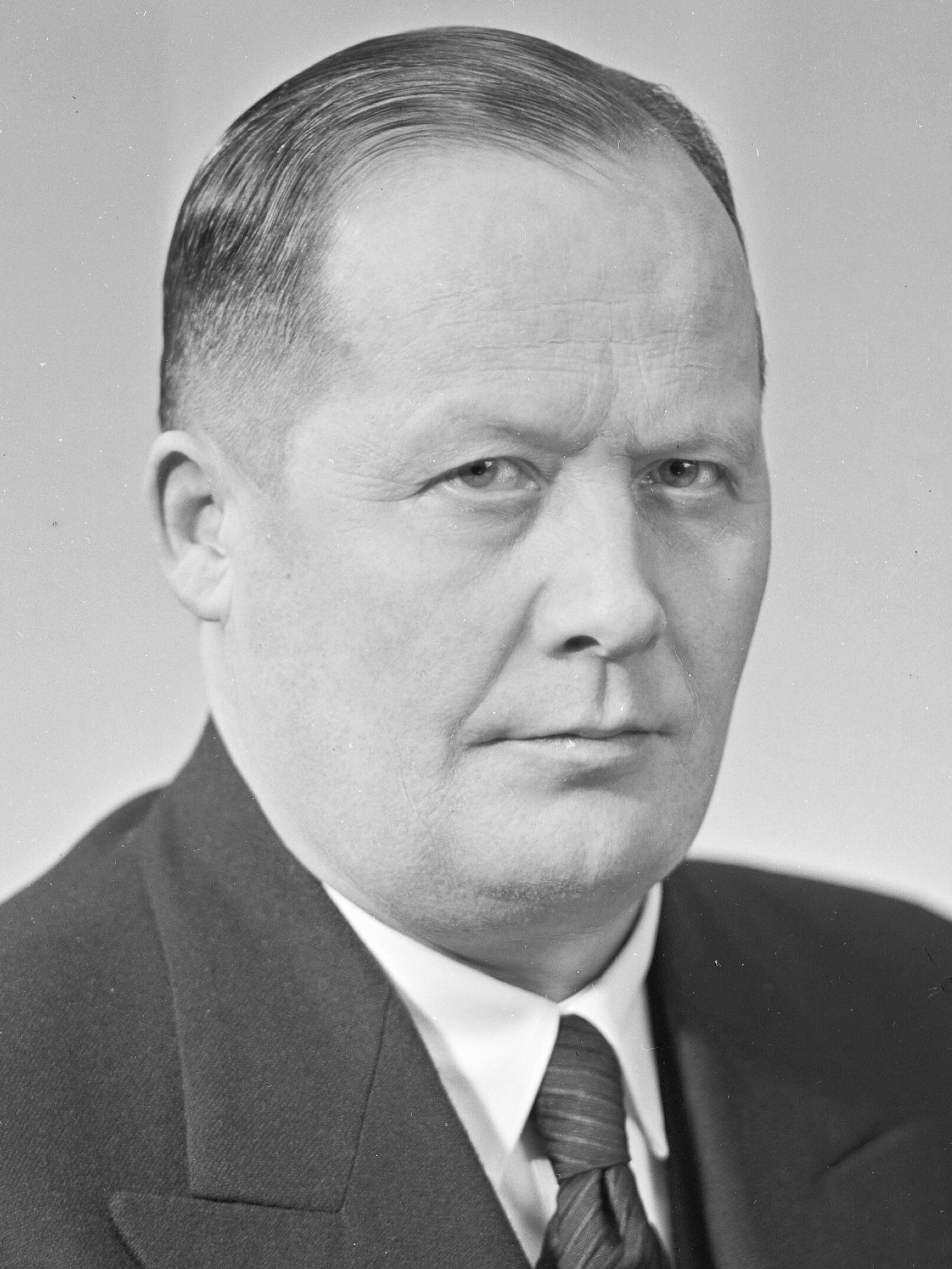
Mauno Pekkala (1938)

Mauno Pekkala (* 27. Januar 1890 in Sysmä; † 30. Juni 1952 in Helsinki) war ein finnischer Politiker und Ministerpräsident.

## Berufliche und politische Laufbahn

### Studium und Minister
Pekkala absolvierte ein Studium der Philosophie und Forstwirtschaft. Bereits von Dezember 1926 bis Dezember 1927 war er Landwirtschaftsminister im Kabinett von Väinö Tanner. Von 1937 bis 1944 war er amtierender Direktor der Staatlichen Forstverwaltung.
Von Dezember 1939 bis Mai 1942 war Pekkala während des finnisch-sowjetischen Winterkrieges Finanzminister in den Kabinetten von Risto Ryti, Karl Rudolf Walden sowie Johan Wilhelm Rangell.
1944 wechselte er von der Sozialdemokratischen Partei (SDP) zur neu gegründeten Demokratischen Union des Finnischen Volkes (SKDL), die aus der nach dem Krieg legalisierten Kommunistischen Partei Finnlands (SKP) hervorging. Von 1944 bis 1952 vertrat er die Interessen der SKDL im finnischen Parlament. Im November 1944 war er für eine Woche zunächst Minister ohne Portefeuille. Anschließend war er Minister im Amt des Ministerpräsidenten. Von April 1945 bis März 1946 war er Verteidigungsminister sowie erneut Minister im Amt des Ministerpräsidenten.

### Ministerpräsident und Präsidentschaftskandidat
Nach der Wahl von Juho Kusti Paasikivi zum Staatspräsidenten wurde Pekkala am 26. März 1946 dessen Nachfolger als Ministerpräsident. Als solcher leitete er eine Koalitionsregierung aus SKDL, SDP, Landbund (ML) sowie Schwedischer Volkspartei (SFP-RKP). Am 6. April 1948 unterzeichnete er in Moskau einen Freundschafts-, Zusammenarbeits- und Hilfeleistungsvertrag mit der Sowjetunion. Allerdings verschlechterte sich bereits nach der kommunistischen Machtübernahme in der Tschechoslowakei im Februar 1948 das Verhältnis zwischen der SKDL und den an der Regierung beteiligten bürgerlichen Parteien. Um einer ähnlichen Machtübernahme der Kommunistischen Partei in Finnland vorzubeugen, traf Präsident Paasikivi vorbeugende Maßnahmen. Im Juli 1948 trat der kommunistische Innenminister Yrjö Leino aus Protest gegen diese Anordnungen zurück. Bei den darauf folgenden Parlamentswahlen verlor die SKDL elf ihrer Sitze, während die bürgerlichen Parteien sowie die SDP Mandatsgewinne verbuchten. Am 29. Juli 1948 wurde Pekkala von Karl-August Fagerholm als Ministerpräsident abgelöst. Während seiner Regierungszeit übernahm er auch das Amt des stellvertretenden Verteidigungsministers.
Bei der Präsidentschaftswahl 1950 kandidierte Pekkala für die SKDL. Dabei erzielte er bei der Vorwahl 67 der 300 Wahlmännerstimmen und unterlag damit dem wiedergewählten Präsidenten Paasikivi, der 171 Stimmen erhielt. Der spätere langjährige Präsident Urho Kekkonen belegte bei dieser Wahl mit 62 Stimmen den dritten Platz.

## Biographische Quellen und Hintergrundinformationen
- Biographische Notizen auf der Homepage der Finnischen Regierung
- Ministerliste des Kabinetts 1946-1948
- The Cold War and The Treaty of 1948
- The Agreement of Friendship, Cooperation, and Mutual Assistance between The Union of Soviet Socialist Republics and The Republic of Finland
- Finnische Geschichte in Briefmarken: Zeit der Krisen 1950-1962
- Nachruf im TIME-Magazine vom 14. Juli 1952